# Герб Городка (Хмельницька область)
Герб Городка — один з офіційних символів міста Городока Хмельницької області. Затверджений рішенням сесії міської ради від 28 лютого 2020 року. Автори - Валентин Ільїнський, голова Хмельницького обласного відділення українського геральдичного товариства, член ради УГТ та Сергій Ільїнський, геральдист, старший викладач Хмельницької гуманітарно-педагогічної академії. 

## Опис
Герб Городка містить зображення в зеленому полі золотий (жовтий) розлогий дуб з корінням, листками і жолудями. У червоній главі срібна фортечна вежа з муром обабіч між двома золотими горами і відкритими міськими воротами (в даному гербі - це оновлений варіант герба міста 1796 року).

## Символіка
Як зазначається в рішенні міської ради, місто в історичних джерелах уперше згадується 1392 році, коли князь Федір Коріатович надав його з кількома селами своєму вельможі Бедриху. Від нього виникла й назва Бедрихів Городок. З кінця XVстоліття він належав родині Новодворських і називався Новодвір. У 1550-му і в наступні роки був цілковито знищений татарськими нападами, причому загинули й давні привілеї. Згодом Городком – Новодвором з відбудованою фортецею володіли Гербурти, яким король дозволив збирати мито. Пізніше Городок надовго перейшов до Замойських, далі – до Мнішків, які 1834 році продали його баронові Гейсмару.
Відомості про давню символіку Городка й Новодвору не збереглися. В часи російського панування, згідно з імператорським указом 1796 року, Городок, серед інших міст Поділля, отримав новий герб, що відображав місцевий горбистий ландшафт та ілюстрував назву міста. В горішній половині щита подавався герб намісництва (згодом губернії).

## Галерея

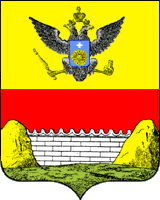
Герб Городка 1796 року
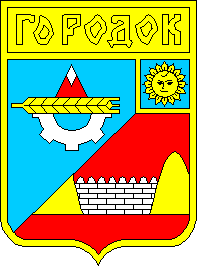
Герб радянського періоду

## Ресурси мережі
Вікісховище має мультимедійні дані за темою: Герб Городка (Хмельницька область)
- У Городку презентували нову символіку міста [Архівовано 11 березня 2020 у Wayback Machine.]